# Zatrnik
Zatrnik je naselje v Občini Gorje. Ustanovljen je bil leta 2020 iz dela naselja Krnica, 1. januarja 2021 je imel 44 prebivalcev.